# King Lil G
King Lil G, pseudonimo di Álex Gonzales (Città del Messico, 30 luglio 1986), è un rapper statunitense.

## Biografia
Alex Gonzalez , meglio conosciuto come King Lil G, è un rapper americano di origini messicane di South Los Angeles, Los Angeles. È meglio conosciuto per il suo singolo del 2014 "Hopeless Boy". Ha pubblicato gli album King Enemy, Ak47 Boyz, 90's Kid e Paint The City Blue.
Alex ha deciso di costruire la sua carriera in modo indipendente nonostante abbia ricevuto offerte da tutte le principali etichette. Mantiene il controllo sulla sua carriera in modo che la sua attenzione per l'arte e la consapevolezza sociale non venga annacquata dalla necessità di massimizzare i profitti.
Gonzalez afferma che dopo il rap vorrebbe dirigere i suoi film. Dirige già i suoi video musicali che sono molto popolari e hanno oltre 400 milioni di visualizzazioni su YouTube.
È stato influenzato musicalmente dal G-funk del rap della West Coast degli anni '90 su donne, erba e palme, in particolare quello delle graffette hip-hop californiane Tupac, Snoop Dogg, Dr. Dre ed Eazy-E tra gli altri, così come Ballate popolari messicane chiamate musica da corridos.

## Discografia

### Albums
- King Enemy (2012)
- Lost in Smoke (2013)
- AK47 Boyz (2014)
- 90's Kid (2015)
- Lost in Smoke 2 (2016)

### Mixtapes
- LA County's Most Wanted (2004)
- Underground Chpt. 1 (2006)
- Hood Money (2009)